# Pyrgomantis simillima
Pyrgomantis simillima är en bönsyrseart som beskrevs av Max Beier 1954. Pyrgomantis simillima ingår i släktet Pyrgomantis och familjen Tarachodidae. Inga underarter finns listade i Catalogue of Life.